# Новопавловск
Новопа́вловск — город в Ставропольском крае России. Административный центр Кировского городского округа.

## Варианты названия
- Ново-Павловка,
- Ново-Павловская[3].

## Географическое положение
Город расположен на левом берегу реки Куры, в пределах Кабардинской предгорной равнины, недалеко от границы с Кабардино-Балкарией. Находится в центральной части Кировского района. Расстояние до краевого центра города Ставрополя 258 км.
Железнодорожная станция Аполлонская на участке Георгиевск — Прохладная Кавказского железнодорожного хода.
Расстояние до краевого центра по автомобильным дорогам: 220 км.
Между Новопавловском и Горнозаводским, в левобережье Куры, расположен зоологический заказник «Кировский».
Климат
Территория города Новопавловска относится к юго-восточному климатическому району. Зима в городе, как и во всём районе, начинается в конце декабря и заканчивается в первой половине марта, её продолжительность 80—90 дней. Средняя температура января — 3,9 — −4,4 °C. Высота снежного покрова не более 10 см. Число дней со снежным покровом — 50—60 за год.
Безморозный период длится 275—285 дней. Лето наступает в первой декаде мая, длится 145—150 дней и заканчивается в третьей декаде сентября. Средняя температура июля +23 — +24 °С, максимальная достигает +42 — +43 °С.
Нормативная глубина сезонного промерзания равна 0,8 м.
Среднегодовая температура на территории города составляет +12 °С.
По гидротермическим условиям климат рассматриваемой территории характеризуется как засушливый.
Согласно климатическому районированию территория г. Новопавловска относится к району III Б.

## История
18 сентября 1777 года на правом берегу реки Кура была заложена крепость Святого Павла (вторая по счёту на Азово-Моздокской оборонительной линии), в строительстве которой участвовали Владимирский драгунский полк с волгскими и хопёрскими казаками. Рядом с ней располагалось поселение Правобережное, основанное в 1773 году беглыми яицкими казаками. При крепости была поселена станица Павловская, состоявшая из семей казаков 1-го Волгского полка:593, переведённых на Кавказ в 1778—1779 годах:287.
В 1829 году (по другим данным в 1830 году:593), в ходе переселения Волгского полка с упразднённой Азово-Моздокской линии, станицу Павловскую перенесли на левый берег реки Малка:287. В 1870-е годы «в официальном делопроизводстве закрепляется название станицы как „Старопавловская“, хотя некоторое время продолжает использоваться и прежнее наименование — „Павловская“»:294
В 1848 году:588 на левом берегу реки Кура, на месте станицы Павловской, была основана станица Новопавловская, которая в 1848—1849 годах была заселена переселенцами из Воронежской, Полтавской и Харьковской губерний:272.

Статья из ЭСБЕ (конец XIX века):
«Новопавловская — станица Терской области, Пятигорского отдела; дворов 396, жителей 3 062; церковь, школа, торговых заведений 7, мельниц 6, промышленных заведений 5; базары через неделю.»
В 1981 году станица Новопавловская получила статус города и была переименована в Новопавловск.
До 1 мая 2017 года город образовывал упразднённое городское поселение город Новопавловск.
В 2020 году город Новопавловск стал победителем в IV Всероссийском конкурсе лучших проектов создания комфортной городской среды в малых городах и исторических поселениях нацпроекта «Жильё и городская среда».

## Население
| 1856    | 1858    | 1861    | 1865    | 1870    | 1882    | 1890    | 1896    | 1897    | 1911    | 1914    | 1926    | 1939    | 1959    | 1979    |
| ------- | ------- | ------- | ------- | ------- | ------- | ------- | ------- | ------- | ------- | ------- | ------- | ------- | ------- | ------- |
| 1766    | ↘1055   | ↗1628   | ↗1780   | ↗2111   | ↗2260   | ↗2548   | ↗2989   | ↗3062   | ↗3891   | ↗5521   | ↘5149   | ↗6351   | ↗7938   | ↗13 542 |
| 1989    | 1992    | 1996    | 1998    | 2000    | 2001    | 2002    | 2003    | 2005    | 2006    | 2007    | 2008    | 2009    | 2010    | 2011    |
| ↗18 589 | ↗20 100 | ↗22 300 | ↗22 800 | ↗23 100 | ↗23 200 | ↗23 235 | ↘23 200 | →23 200 | ↘23 100 | ↘23 000 | →23 000 | ↗23 001 | ↗26 562 | ↘26 559 |
| 2012    | 2013    | 2014    | 2015    | 2016    | 2017    | 2018    | 2019    | 2020    | 2021    | 2023    | 2024    | 2025    |         |         |
| ↘26 480 | ↘26 312 | ↘26 293 | ↘26 221 | ↗26 295 | ↘26 234 | ↗26 238 | ↘26 106 | ↘26 062 | ↘20 781 | ↘20 595 | ↘20 512 | ↘20 490 |         |         |

На 1 января 2024 года по численности населения город находился на 644-м месте из 1119 городов Российской Федерации.
Гендерный состав
По итогам переписи населения 2010 года проживали 12 154 мужчины (45,76 %) и 14 408 женщин (54,24 %).
Национальный состав
По итогам переписи населения 2010 года проживали следующие национальности (национальности менее 1 %, см. в сноске к строке «Другие»):
| Национальность | Численность | Процент |
| -------------- | ----------- | ------- |
| Русские        | 21 911      | 82,49   |
| Цыгане         | 1696        | 6,39    |
| Армяне         | 1396        | 5,26    |
| Украинцы       | 288         | 1,08    |
| Другие         | 1271        | 4,79    |
| Итого          | 26 562      | 100,00  |

По итогам переписи населения 2020 года проживали следующие национальности (национальности менее 1 % и другое, см. в сноске к строке «Другие»):
| Национальность | Численность, чел. | Доля     |
| -------------- | ----------------- | -------- |
| Русские        | 17 085            | 82,21 %  |
| Цыгане         | 1624              | 7,81 %   |
| Армяне         | 991               | 4,77 %   |
| Другие         | 1081              | 5,20 %   |
| Итого          | 20 781            | 100,00 % |

## Городское поселение город Новопавловск
Упразднено 1 мая 2017 года.
Председатели думы
- Кундрюков Дмитрий Николаевич

Главы администрации
- c 13 марта 2011 года — Кузнецов Владимир Фёдорович, глава городского поселения,
- с 4 марта 2016 года — Змиёвский Анатолий Александрович[47].

## Инфраструктура
- Дворец культуры им. С. М. Романько[48]. Открыт 27 ноября 1985 года[49]
- Межпоселенческая центральная библиотека[50]
- Центральная городская библиотека. Открыта 2 октября 1951 года как детский отдел Новопавловской детской городской библиотеки[51]
- Спортивно-культурный центр «Каскад»[52]
- Районная больница[53]
- Районная поликлиника;
- Станция скорой медицинской помощи;
- Газета «Голос Времени»
- Районная ветстанция
- Кинозал «Центр»
- Историко-краеведческий музей[54]
- Городское общественное открытое кладбище площадью 402 545 м²[55].
- Радио День Новопавловск

## Образование
- Детский сад № 1 «Дюймовочка»[56]
- Детский сад № 1 «Радуга»[57]
- Детский сад № 2 «Ручеёк»[58]
- Детский сад № 3 «Берёзка»[59]. Открыт 20 февраля 1980 года[49]
- Детский сад № 4 «Теремок»[60]
- Детский сад № 5 «Солнышко»[61]
- Детский сад № 6 «Алёнушка»[62]
- Детский сад № 7 имени атамана Г. А. Тутова[63]
- Детский сад № 29 «Росинка»[64]
- Детский сад «Ветерок»
- Гимназия № 1[65]
- Средняя общеобразовательная школа № 2[66]. Открыта 1 сентября 1905 года[67]
- Средняя общеобразовательная школа № 13[68]
- Средняя общеобразовательная школа № 33[69]
- Детская школа искусств[70]. Открыта 25 октября 1960 года как детская музыкальная школа[49]
- Детская художественная школа[71]
- Детско-юношеская спортивная школа[72]
- Детский дом (смешанный) № 19. Открыт 5 марта 1997 года как Дому детства[73]
- Дом детского творчества[74]
- Новопавловский многопрофильный техникум
- Социально-реабилитационный центр для несовершеннолетних «Заря»[75]
- Эколого-биологический центр[76]
- Техникум экономики и права
- Филиал Северо-Кавказского медицинский колледжа. Открыт в 2023 году[77]

## Экономика
- Сельское хозяйство (растениеводство, животноводство)[78]
- Пищевая промышленность (сыры, алкоголь, колбасы, мука)[78]
- Строительные материалы (кирпич, недродобыча)[78]
- Рынок «Казачий»
- Торговые центры «Универмаг», DNS, «Светофор»;
- Детский развлекательный центр «Непоседы»;

## Транспорт
Ближайший аэропорт находится в 47 км в г. Минеральные Воды. Ближайший речной порт в Ростове-на-Дону.
Железнодорожный транспорт
- Железнодорожный вокзал (станция Аполлонская), связывающий с Минеральными Водами, Георгиевскои, Прохладным, Нальчиком, Владикавказом, Грозным, Стодеревской.

Автотранспорт
Через город проходит федеральная автодорога Р262. Есть автовокзал и пригородная автостанция с рейсами на Пятигорск, Георгиевск, Минеральные Воды, Прохладный, Курскую, Невинномысск, Ставрополь, Ессентуки, Кисловодск.
Городской транспорт
В Новопавловске курсируют шесть маршрутов общественного транспорта. Также передвигаться по городу можно на такси. Из города и в город можно попасть на автобусе или маршрутном такси из всех населённых пунктов Кировского городского округа.

## Русская православная церковь
Новопавловск — центр Новопавловского благочиния Пятигорской и Черкесской епархии
- Храм Владимирской иконы Божией Матери[79]
- Храм святых апостолов Петра и Павла. Построен в 1916 году. Разрушен в конце 1930-х годов. В 2007 году началось возрождение храма[80]
- Часовня в честь святого равноапостольного князя Владимира (кладбищенская)[81]

## Люди, связанные с городом
Звания Героя Социалистического Труда удостоены Р. Н. Нетребо и В. А. Трифонов.

## Памятники

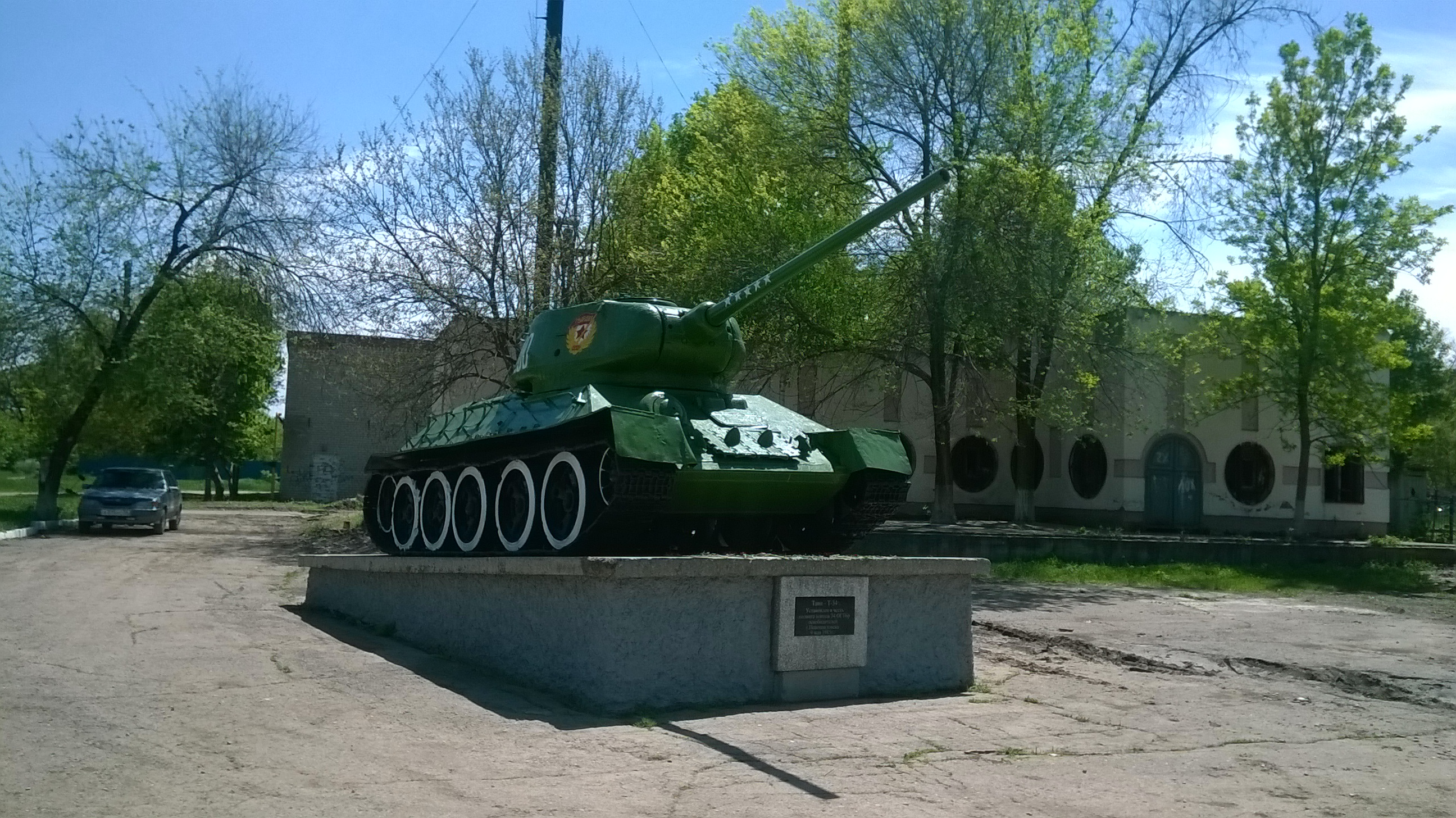
Памятник воинам — освободителям Новопавловска

- Братская могила воинов, погибших в годы гражданской и Великой Отечественной войны. 1918—1920, 1942—1943, 1946 года[82]
- Памятник В. И. Ленину. 1962 год[83]
- Памятник С. М. Кирову
- Памятник казакам основателям станицы Новопавловской от благодарных потомков (пл. Ленина).
- Памятник казакам — основателям станицы Новопавловской от благодарных потомков (культурно-исторический центр города Новопавловска) 07.04.2021 г.
- Памятник: Танк — Т-34 Установлен в честь подвига воинов 34 ОГТБр освободителей г. Новопавловска 9 мая 1985 г.
- Памятник ликвидаторам аварии на Чернобыльской АЭС.